# Agate Fossil Beds National Monument
Agate Fossil Beds National Monument ist eine Fossillagerstätte im Nordwesten des US-Bundesstaates Nebraska, die seit 1997 als National Monument ausgewiesen ist und vom National Park Service verwaltet wird.
Das Gebiet liegt im Tal des Niobrara River. Die Klippen entlang des Flusses sind natürliche Aufschlüsse der fossilienführenden Sedimentgesteine aus dem Miozän.
Benannt ist das Schutzgebiet nach dem englischen Wort Agate für das Mineral Achat, weil in einem Horizont dieser Gesteinsabfolge Achate vorkommen.

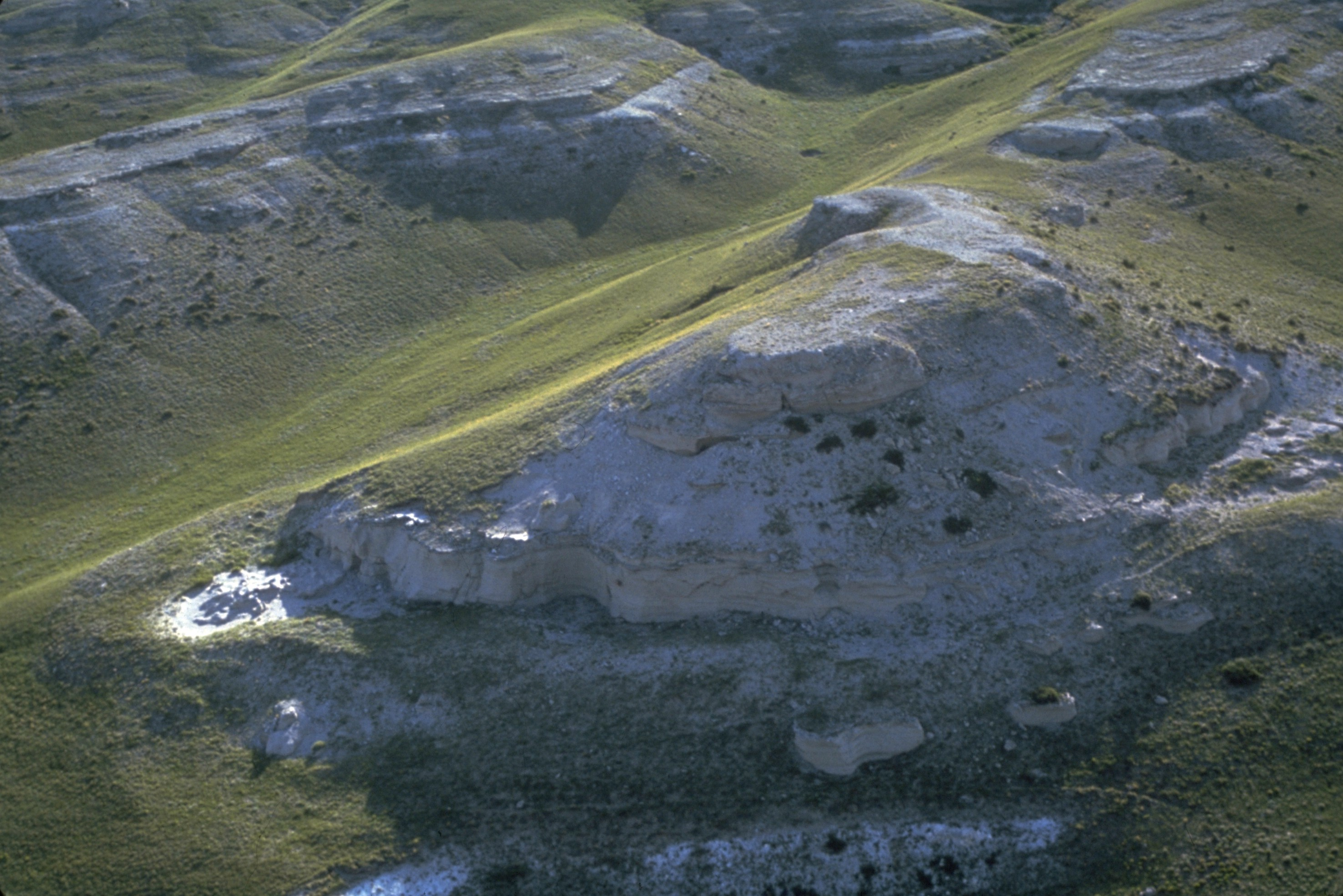
Klippen über dem Niobrara River

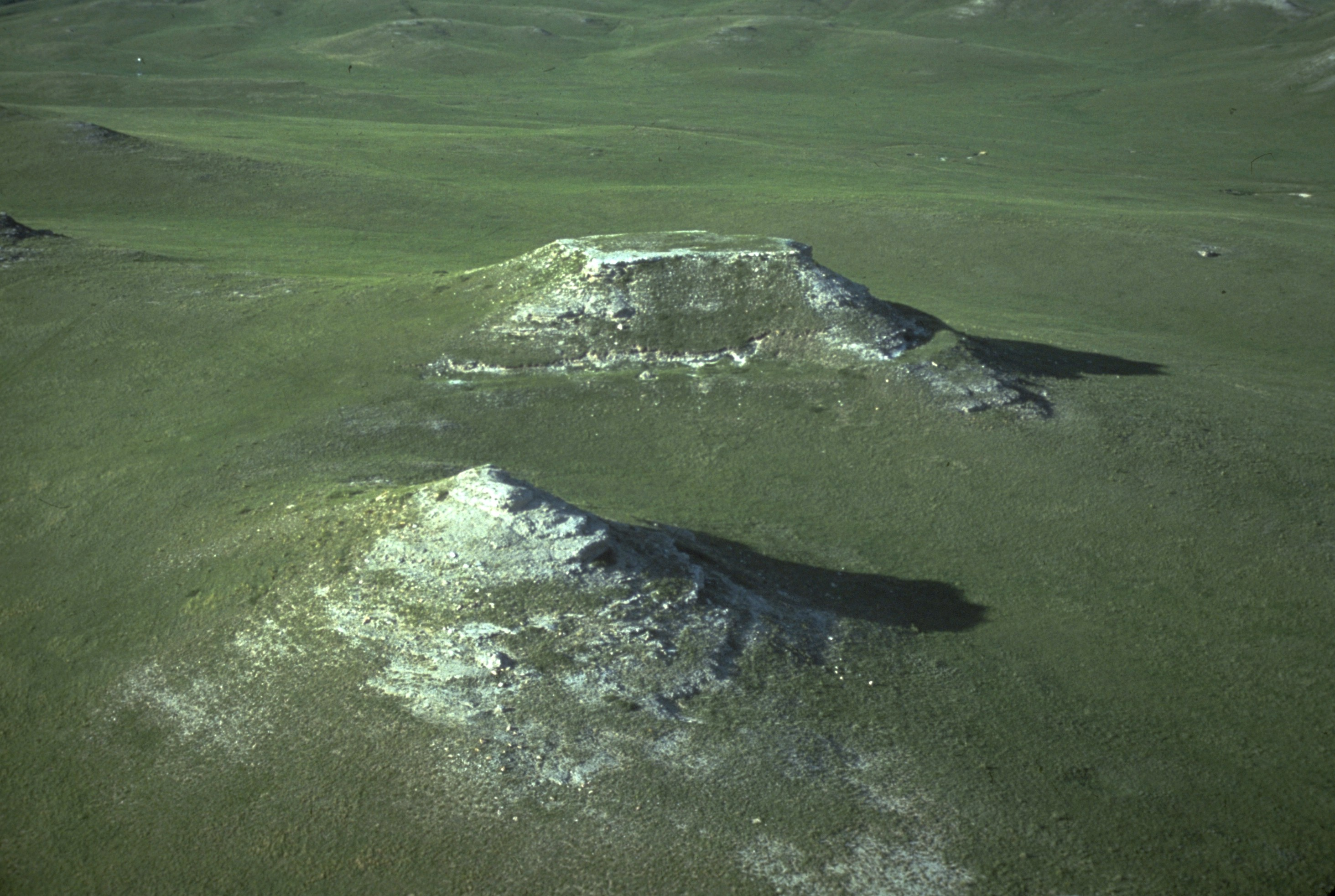
University and Carnegie Hill, die beiden besten Fundorte

## Beschreibung
Das National Monument bewahrt einen Teil der Great Plains, der großen Prärien, der durch seine Lage auf über 1400 m über dem Meer nicht von der Vergletscherung in der letzten Eiszeit betroffen war.
Als vor etwa 70 bis 40 Millionen Jahren die Rocky Mountains im Verlauf der laramischen Gebirgsbildung gehoben wurden, transportierten Flüsse und Bäche den Gesteinsschutt des jungen Gebirges nach Osten und lagerten ihn in den dortigen Überflutungsebenen als Sande und Feinklastika ab. Dünne Lagen vulkanischer Aschen aus den damals aktiven Vulkangebieten im heutigen Nevada und Oregon kamen ebenfalls zur Ablagerung, sie sind in die Sedimentgesteinsabfolge als geringmächtige Tuff-Horizonte eingeschaltet. Die ältesten aufgeschlossenen Gesteine dieser Abfolge im Agate Gebiet stammen aus dem Oligozän und sind etwa 34 Mio. Jahre alt. Fast überall sind sie jedoch von Gesteinen aus dem Miozän überdeckt und streichen daher nicht aus.
Im frühen Miozän, vor etwa 25 Mio. Jahren, veränderten die Flüsse der Region ihren Verlauf und schürften tiefe Täler in die jungen und kaum konsolidierten Sedimentgesteine. Die Täler wurden nachfolgend wieder mit Sedimenten aus den Rocky Mountains aufgefüllt. Da diese eine geringfügig andere Zusammensetzung als zuvor besaßen, war das aus ihnen durch Diagenese gebildete Festgestein etwas härter als die umgebenden Gesteine.
Vor etwa 21 Mio. Jahren entstand auf diesem Untergrund eine Savannenvegetation. In flachen Flusstälern und Seenlandschaften lebten Herden von Großsäugern  wie Chalicotherien, Menoceras (ein schweinegroßes Nashorn), Entelodonten, Amphicyoniden, Stenomylus (ein Zwerg-Kamel), Pferde aber auch Palaeocastor (ein landbewohnender Vorfahr der Biber) und Taschenratten. Eine massive Dürre gilt als Ursache dafür, dass viele Tiere verschiedener Arten an wenigen Stellen starben. Vermutlich repräsentieren die heutigen Fundorte mit Massenvorkommen an Fossilien ehemalige Wasserlöcher, an denen die Kadaver vom trocknenden Schlamm bedeckt und derart eingebettet wurden.
Etwa eine Million Jahre später fand der gleiche Vorgang noch einmal statt, so dass im heutigen Schutzgebiet zwei fossilienreiche Horizonte mit einem Alter von 21 und 20 Mio. Jahren vorliegen. Sie sind durch eine dünne weiße Aschenlage voneinander getrennt. Diese enthält Quarz in Form von Chalcedon. Hinzu kommen Einlagerungen von Achat, dessen englischer Name Agate für eine Farm im Gebiet und schließlich für das National Monument namensgebend war.
In den letzten fünf Millionen Jahren fand im gesamten Gebiet der Great Plains eine Hebung statt, die mäandrierenden Flüsse wechselten bis heute mehrfach ihre Verläufe. Der Niobrara River schnitt sich an mehreren Stellen in die harten Gesteinseinheiten des Miozäns ein und legte sie frei.

## Das National Monument
Die versteinerten Knochen in den Klippen am Fluss waren bereits den Indianern bekannt. Um 1878 machte der Homesteader James H. Cook als erster Weißer Fossilienfunde im Gebiet. Er und sein Sohn Harold erkannten die Bedeutung und riefen Experten in die Prärie. 1904 führte ein Paläontologe des Carnegie Museum of Natural History in Pittsburgh die erste wissenschaftliche Grabung durch, im folgenden Jahr kam ein Team der University of Nebraska. Die beiden benachbarten Hügel, in denen sie ungestörte Lagerschichten entdeckten, heißen seitdem Carnegie und University Hill. 1905 trafen Wissenschaftler des Amherst College ein. Sie fanden in den folgenden Jahren die ersten vollständig erhaltenen Stenomylus-Skelette. Ab 1910 grub das American Museum of Natural History für zwanzig Jahre im Gebiet. Das National Monument wurde bereits 1965 formell ausgewiesen, um die als bedeutend erkannten Fossilienlagerstätten dauerhaft zu bewahren.
Zu diesem Zeitpunkt waren Grund und Boden jedoch noch in Privatbesitz. Erst nachdem der ehemalige Homestead der Familie Cook, auf dem die wertvollsten Funde gemacht wurden, von der Bundesregierung erworben werden konnte, kam es 1997  zur Widmung des National Monument. Von den 12,4 km², die ursprünglich als Schutzgebiet ausgewiesen wurden, sind rund 11 km² seitdem in Bundesbesitz und werden derzeit vom National Monument genutzt. Der Rest gehört zu zwei privaten Farmen und soll nach Möglichkeit in der Zukunft erworben werden.
Im Museum des Besucherzentrums sind außer Fossilien und Informationen zur Geologie des Gebietes auch rund 500 Exponate zur Kultur der Lakota-Indianer ausgestellt, die von mehreren Generationen der Cooks gesammelt worden waren.
Das National Monument ist abgelegen und nach Fläche wie Besucherzahl zu den kleinen Objekten des National Park Service zu zählen. Besucher können die Prärie und den Fluss auf kurzen Wanderwegen erkunden und dabei auch zu den Klippen über dem Fluss steigen, in denen die Fossilien lagern. Es gibt zwei Picknick-Plätze, aber weder Übernachtungs- noch Verpflegungsmöglichkeiten.